# Навроцкий, Николай Васильевич
Николай Васильевич Навро́цкий (4 декабря 1897 Херсонская губерния — 13 июля 1939 Париж) — российский военный лётчик, подпоручик Российской императорской армии, участник Первой мировой войны и Гражданской войны в России. После Октябрьской революции, участвовал в Белом движении, где получил чин поручика. Затем эмигрировал во Францию. Кавалер ордена Святого Георгия 4-й степени.

## Биография
Николай Васильевич Навроцкий родился 4 декабря 1897 года в Херсонской губернии в православной семье дворян. Образование получилв Одесском комерчиском училище, в котором окончил 4 класса.
20 августа 1915 года окончил Одесскую школу прапорщиков, был возведён в чин прапорщика и назначен в 120-й пехотный Серпуховский полк, был командующим 11-й ротой. 11 февраля 1916 года окончил Военную авиационную школу, и получил звание военного лётчика с 11 февраля 1916. Обучался полётам на быстроходных аппаратах истребительного типа. С 11 марта 1917 года был военным лётчиком в 19-м корпусном авиационном отряде. 25 апреля Навроцкий сбил вражеский самолёт. По состоянию на октябрь 1917 года был подпоручиком.
После Октябрьской революции, принимал участие в Белом движении. Сначала служил в Добровольческой армии, но затем перешёл на службу в Вооружённые силы Юга России. Был военным лётчиком. «За боевые отличия» Навроцкий был произведён в поручики. Затем эмигрировал во Францию.
Скончался 13 июля 1939 года в Париже от скоротечной чахотки. Был похоронен на кладбище Сент-Женевьев-де-Буа.

## Награда
Николай Васильевич Навроцкий был награждён одним орденом:
- Орден Святого Георгия 4-й степени (Приказ по 7-й армии № 1765 от 31 октября 1917)
— «за то, что 25-го апреля 1917 г., вылетев на самолете истребителе для воспрепятствования полетам неприятельских самолетов в районе Козова, встретил один самолет противника, которого лихо и атаковал, сбив его пулеметным огнем. Австрийский самолет опустился в нашем расположении, а два раненые офицера-австрийца взяты в плен».